# Heřmánkovice
Heřmánkovice är en ort i Tjeckien. Den ligger i den nordöstra delen av landet, 150 km öster om huvudstaden Prag. Heřmánkovice ligger 427 meter över havet och antalet invånare är 498.
Terrängen runt Heřmánkovice är kuperad norrut, men söderut är den platt. Heřmánkovice ligger nere i en dal.Runt Heřmánkovice är det ganska tätbefolkat, med 134 invånare per kvadratkilometer. Närmaste större samhälle är Broumov, 3,8 km söder om Heřmánkovice. Trakten runt Heřmánkovice består till största delen av jordbruksmark.